# Guitarra Gallotone

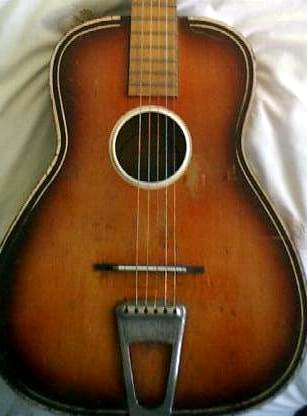
Guitarra Gallotone Champion

La guitarra Gallotone fue una guitarra acústica fabricada en Sudáfrica por la empresa más grande del país de registro, Gallo África, durante los años 1950 y 60. Era un instrumento de fabricación barata destinada al mercado principiante y se exportan a muchos países.
El modelo Gallotone es una cadena de 3/4 de tamaño de acero plano-top acústico de maderas laminadas, y que tenía "garantía de no cuartearse".
Quizás el más famoso de todos los músicos que utilizó esta guitarra fue John Lennon, cuya guitarra fue vendida por £155,500 (251,700 dólares) a una venta de objetos de la música "Rock'n'Roll" de Londres en 1999.